# Henryk Blaszka
Henryk Józef Blaszka (25 de febrero de 1958-21 de agosto de 2024) fue un deportista polaco que compitió en vela en la clase Finn. Ganó una medalla de plata en el Campeonato Mundial de Finn de 1982.

## Palmarés internacional
| Campeonato Mundial | Campeonato Mundial       | Campeonato Mundial | Campeonato Mundial |
| Año                | Lugar                    | Medalla            | Clase              |
| ------------------ | ------------------------ | ------------------ | ------------------ |
| 1982               | Medemblik (Países Bajos) | Medalla de plata   | Finn               |